# Типографский символ

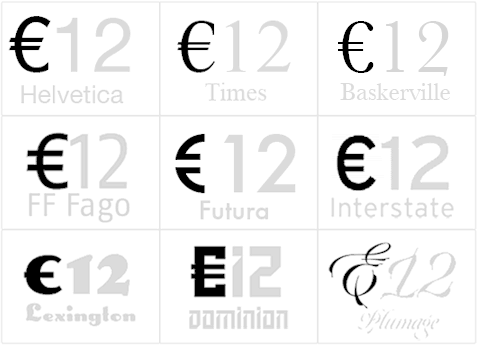
Символ евро в различных шрифтах.

Типографский символ или типографский знак (с недавнего времени — компьютерный символ) — символ (знак), который можно напечатать (на бумаге с помощью печатающей машинки или в текстовом файле с помощью клавиатуры) нажатием одной клавиши или их комбинации. Обычно в качестве таковых используются буквы, знаки препинания, цифры и подобные знаки.
К тому же, некоторые типографские символы используются для обозначения валюты.
Также под типографским знаком может подразумеваться отметка о типографии, в которой было напечатано произведение.